# مونیکا لوینسکی
مونیکا سامیل لوینسکی (به انگلیسی: Monica Samille Lewinsky) (زاده ۲۳ ژوئیه ۱۹۷۳) زن یهودی آمریکایی است که پس از آشکار شدن رابطهٔ جنسی‌اش با بیل کلینتون، رئیس جمهور وقت آمریکا، به شهرتی جهانی دست یافت. این رابطه زمانی اتفاق افتاد که لوینسکی در اواسط دههٔ ۹۰ به عنوان کارآموز در کاخ سفید کار می‌کرد. رابطهٔ او با کلینتون را معمولاً رسوایی لوینسکی یا مونیکاگیت می‌نامند. با این که بیل کلینتون در آن زمان از استیضاح در امان ماند اما این رسوایی به شدت دومین دوره ریاست‌جمهوری او را از سال ۱۹۹۷ تا ۲۰۰۱ تحت تأثیر قرار داد.

## زندگی شخصی

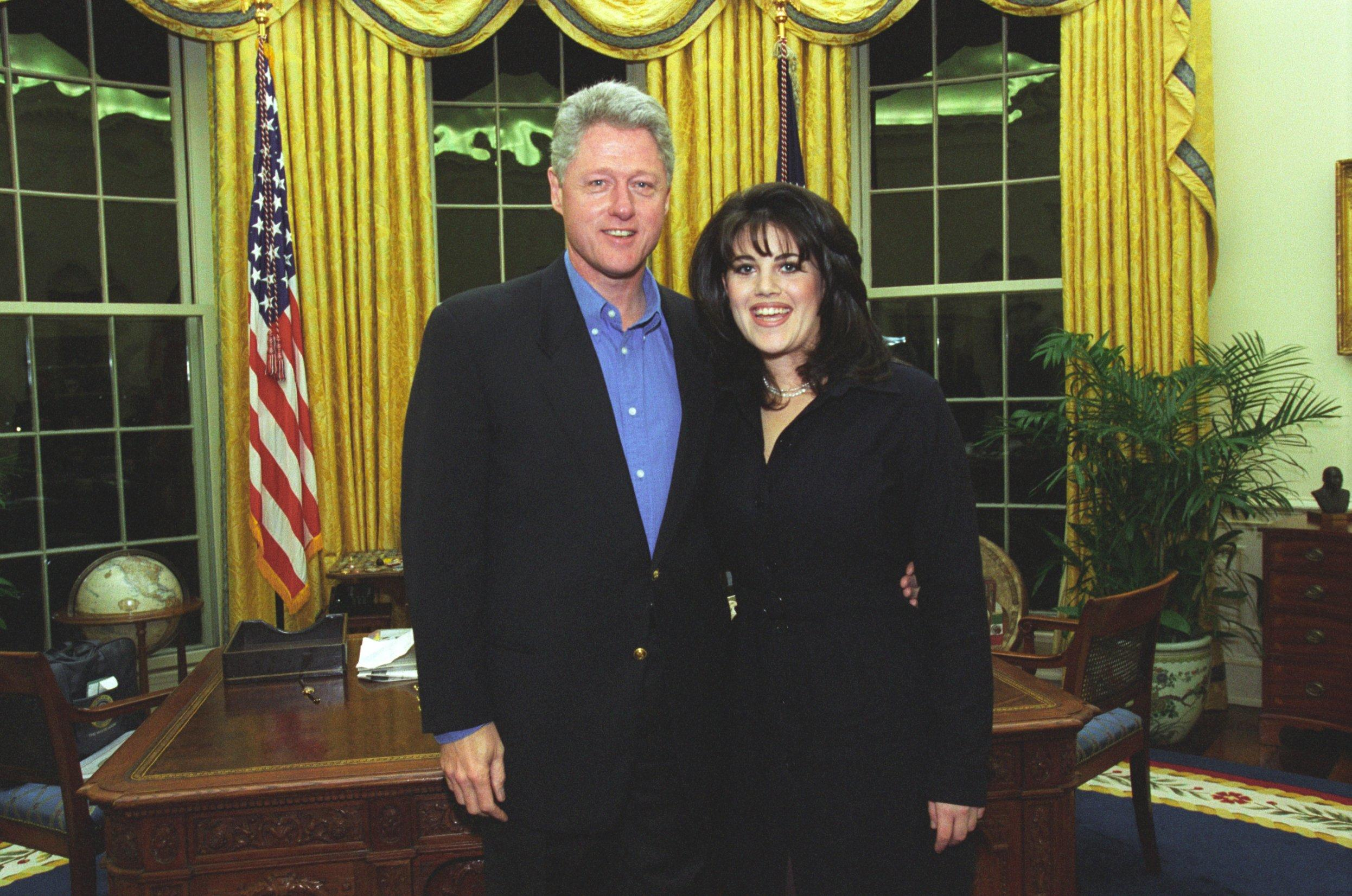
بیل کلینتون با مونیکا لوینسکی در فوریه ۱۹۹۷. کاخ سفید.

مونیکا سامیل لوینسکی در سان فرانسیسکو متولد شد و دوران کودکی خود را به همراه خانواده در جنوب کالیفرنیا گذراند پدرش، برنارد لوینسکی، سرطان‌شناس بود. وی یهودی زاده‌ای بود که پدرش از دست آلمان‌های نازی به السالوادور و سپس ایالات متحده گریخته بود. پدر بزرگ مادری مونیکا از یهودیان لتونی بود و مادر بزرگ مادریش از خانوده‌ای یهودی روس تبار بود. طلاق پدر و مادر مونیکا در سال ۱۹۸۸ تأثیر عمیقی بر زندگی مونیکا گذاشت.
خانواده وی در کنیسه سینای در لس آنجلس حضور می‌یافت. وی تحصیلات ابتدایی خود را در مدرسه بل ایر گذراند سپس به تحصیلات دبیرستان بورلی هیلز رفت هر چند برای سال‌های آخر دبیرستان به پیش دانشگاهی بل ایر رفت. پس از دبیرستان وی به کالج سانتا مونیکا رفت و در بخش دراما دبیرستان بورلی هیلز مشغول به کار شد. در سال ۱۹۹۲ وی با اندی بلیلر معلم پیشین اش که متأهل بود رابطه داشت. او در سال ۱۹۹۳ تحصیلاتش در کالج لویس و کلارک در اورگان آغاز نمود و در سال ۱۹۹۵ در رشته روانشناسی فارغ‌التحصیل شد.
او به مدد یکی از اقوامش توانست به عنوان کارآموز بدون حقوق در کاخ سفید مشغول بکار شود. مونیکا در ژوئیه ۱۹۹۵ به واشینگتن دی سی نقل مکان کرد و تا دسامبر ۱۹۹۸ که رسوایی اخلاقی او با رئیس جمهور بیل کلینتون بر ملا شد در دفتر قانون‌گذاری کاخ سفید کار می‌کرد.

## زندگی پس از رسوایی
وی پس از اتفاقات مرتبط با رسوایی به فعالیت‌های مختلفی پرداخت که از جمله آن‌ها تلاش در جهت آگاه‌سازی مردم در مقابله با پدیدهٔ مزاحمت سایبری بوده‌است.